# دراگوسلاو یوریچ
دراگاسلاو جریک (هلندی: Dragoslav Jevrić؛ زادهٔ ۸ ژوئیهٔ ۱۹۷۴) یک بازیکن فوتبال اهل صربستان است.

## تیم ملی
وی همچنین در تیم‌های ملی فوتبال مونته‌نگرو و صربستان بازی کرده است.